# Daitrona
Daitrona es un género de foraminífero bentónico de la subfamilia Daitroninae, de la familia Crithioninidae, de la superfamilia Saccamminoidea, del suborden Saccamminina y del orden Astrorhizida. Su especie tipo es Crithionina lens. Su rango cronoestratigráfico abarca el Holoceno.

## Discusión
Clasificaciones previas incluían Verrucina en la subfamilia Crithionininae, de la familia Hemisphaeramminidae, de la superfamilia Astrorhizoidea, así como en el suborden Textulariina del orden Textulariida.

## Clasificación
Daitrona incluye a la siguiente especie:
- Daitrona lens